# Elia Legati
Elia Legati (* 3. Januar 1986 in Fidenza) ist ein italienischer ehemaliger Fußballspieler.

## Karriere
Elia Legati startete 2005 seine Profikarriere beim AC Mailand. 2006 wurde er an den AC Legnano verliehen. Er kam in 2 Jahren auf 57 Einsätze. Im Sommer 2008 wurde Legati an den AS Monaco in die Ligue 1 verliehen, kehrte aber bereits Anfang 2009 wieder zurück, da er bei den Monegassen nicht zum Einsatz kam. Nach seiner Rückkehr wurde der mehrmalige italienische Juniorennationalspieler umgehend für die restliche Saison an Novara Calcio in die drittklassige Lega Pro Prima Divisione verliehen.
Am 1. Spieltag der Saison 2009/10 gab Legati für den FC Crotone sein Pflichtspieldebüt in der Serie B, nachdem der Klub in der Saisonpause 2009 50 % der Rechte an Legati erwarb. Im Juli 2010 kehrte er wieder nach Mailand zurück. Vor Ende der Transferperiode im August 2010 wechselte er zum Zweitligisten Calcio Padova.